# Контролни вокабулар
Контролни вокабулар пружа начин организације знања за касније лакше проналажење истог. Користи се у субјектном индексирању, субјектним насловима, тезаурусу, таксономији и другим системима организације знања. Шеме контролног вокабулара налажу употребу предефинисаних, пожељних термина које су изабрали дизајнери шема, супротно вокабуларима природног језика који немају таква ограничења.